# 田代俊孝
田代 俊孝（たしろ しゅんこう、1952年 - ）は、日本の仏教学者、生命倫理学者。仁愛大学学長、同朋大学名誉教授。三重県の行順寺住職。専門は真宗学、デス・エデュケーション（いのちの教育）、ビハーラ（仏教ホスピス）、死生学、生命倫理学など。

## 人物
真宗学が専門で親鸞の思想を研究しているが、1980年代後半から、デス・エデュケーション（いのちの教育）やビハーラ（仏教ホスピス）、死生学を提唱し、その分野の理論的リーダーであり、第一人者。国内はもとより、アメリカやブラジルの大学で仏教の死生観や東洋の生命観について講義している。新聞・テレビ・ラジオなどマスコミにもよく登場している。また、名古屋大学医学部の生命倫理審査委員、非常勤講師、バイオやゲノムの専門審査委員などを永年務めていた。これまでに真宗連合学会木辺賞、第16回東海インド学仏教学会学術賞、第49回仏教伝道文化賞沼田奨励賞などを受賞している。作家の連城三紀彦が、仏教について師事していたことでも有名。

## 略歴
現在の滋賀県米原市に生まれ、大谷大学大学院博士後期課程満期退学。カリフォルニア州立大学客員研究員、同朋大学文学部助教授、同大学教授、大学院文学研究科長を経て、2018年より仁愛大学学長。2004年、博士（文学）の学位を取得。(公財)長寿科学振興財団理事)。
1993年-1996年ブラジル南米真宗教学研究所客員講師。リカルド・マリオ・ゴンザレス教授の招聘で、サンパウロ総合大学、マリンガ大学、アラサツーバ・トレード大学での特別招聘講師を務めた。1995年、デーピット・チャペル教授の招きで、ハワイ大学マノア校サマーセミナー講師。
国内では大谷大学文学部、金城学院大学現代社会学部、名古屋大学医学部、静岡大学、中部大学大学院、飯田女子短期大学看護学科など多くの大学での非常勤講師を歴任。

### 学会活動
真宗連合学会参与、日本印度学仏教学会元理事、日本生命倫理学会評議員、日本仏教社会福祉学会元理事、中部人間学会会長、三重真宗教学学会会長。ビハーラ医療団代表。日本ペンクラブ会員。

## 著作

### 単著
- 『親鸞の生と死－デス・エデュケーションの立場から-』（1989・法蔵館　増補版2004 ）
- 『広い世界を求めて-登校拒否の心を開いた歎異抄-』（1989 毎日新聞社）
- 『悲しみからの仏教入門- 死に学ぶ生の尊さ-』（1992 法蔵館）
- 『真宗と「いのちの教育」』（1994 真宗大谷派宗務所出版部）
- 『御文に学ぶ-真宗入門-』（1996 法蔵館）
- 『続・悲しみからの仏教入門- 死に学ぶ生の尊さ-』（1996 法蔵館）
- 『蓮如と一休』（1997 法蔵館）
- 『仏教とビハーラ運動-死生学入門-』（1999 法蔵館）
- 『やさしく語る仏教と生命倫理』（1999 法蔵館）
- 『かけ込み寺への恩返し-行順寺報恩水道物語-』（2000 法蔵館）
- 『いのちの満足』（2001 法蔵館）
- 『清沢満之に学ぶ生と死』（2004 法蔵館）
- 『ビハーラ往生のすすめ-悲しみからのメッセージ-』（2005 法蔵館）
- 『唯信鈔文意講讃-選択と唯信-』（2009 東本願寺）
- 『ひと・ほとけ・いのち-非科学のいのち論-』（2010　自照社出版）
- BUDDHISM AND DEATH COUNSELING（2004,U.S.A Honolulu: Awakening Press）
- LIVING AND DYING IN BUDDHIST CULTURES（1998,U.S.A : University of Hawaii at Manoa ）
- O RESPEITO A'VIDA-（1992,Sao Pauro:  Editora Budagaya）
- 『唯信鈔文意講義』（2012 法蔵館）
- 『親鸞思想の再発見-現代人の仏教体験のために-』（2016 法蔵館）
- 『親鸞教学の課題と論究』（2016 方丈堂出版）
- 『実如上人筆　御文（御文章）解説』（2016 方丈堂出版）
- 『愚禿鈔講讃-教相判釈と真宗開顕-』(2019 東本願寺出版)
- 『暮らしのなかの〈いのち〉論』　(2021方丈堂出版）
- 『親鸞　左訓・字訓・語訓辞典』(2022 法蔵館)
- 『歎異抄-心に刺さるメッセージ-』(2023 法蔵館)
- 『北伊勢一向一揆と行順寺』(2025 行順寺 発売法蔵館書店)

### 共著
- 『死そして生を考える』（市民のためのビハーラ第1巻）編著（1989 同朋舎出版）
- 『ガン体験からの人生観』（市民のためのビハーラ第2巻）編著（1990 同朋舎出版）
- 『いのちを見つめた三人の証言-デス・カウンセリングの提唱-』編著（1990 同朋舎出版）
- 『死を看取る心と仏教』（市民のためのビハーラ第3巻）編著（1991 同朋舎出版）
- 『脳死・臓器移植を考える-心と心のつながりの中で-』編著、勝又義直、加藤良夫と共著（1992 同朋舎出版）
- 『いのちを支える介護』（市民のためのビハーラ第4巻）編著（1994 同朋舎出版）
- 『現代人の死生観』（市民のためのビハーラ第5巻）編著（1994 同朋舎出版）
- 『心を支える・ビハーラ』責任編集（講座いのちの教育第1巻）編著（1995 法蔵館）
- 『いのちの未来・生命倫理』責任編集（講座いのちの教育第2巻）編著（1996 法蔵館）
- 『いのちを育む・教育』（講座いのちの教育第3巻）編著（1997 法蔵館）
- 『骨道を歩む』宮城顗との共著（2000 法蔵館）
- 『動く仏教・実践する仏教-仏教とユング心理学-』目幸黙僊・河合隼雄・池田勇諦との共著（2005 法蔵館）
- 『親鸞聖人と『教行信証』の世界』編著、五木寛之、寺川俊昭、吉本隆明らが執筆（2006 法蔵館）
- 『人間を観る-科学の向こうにあるもの-』編著、養老孟司・上田紀行・阿満利麿、青木新門と共著（2006 法蔵館）
- 『安楽死・尊厳死』（シリーズ生命倫理学）甲斐克則・谷田憲俊編、共著（2012 丸善書店）
- 『ビハーラ医療団-学びと実践-』（ビハーラ医療団講義集I）編著（2012 自照社出版）
- 『念仏医療者たちの臨床聞法録』（ビハーラ医療団講義集II）編著（2013自照社出版）
- 『穢土の看取りと浄土の看取り』（ビハーラ医療団講義集III）編著（2014 自照社出版）
- 『他力のビハーラ』（ビハーラ医療団講義集IV）編著（2015 自照社出版）
- 『ビハーラの往生と成仏』（ビハーラ医療団講義集V）編著（2016 自照社出版）
- 『ビハーラと歎異抄による救い』（ビハーラ医療団講義集VI）編著（2017 自照社出版）
- 『信を得ることとビハーラ』（ビハーラ医療団講義集VII）編著(2018 自照社出版)
- 『ビハーラと妙好人』(ビハーラ医療団講義集Ⅷ)編著(2019 自照社出版)
- 『救われるとは-医療と宗教の協働-』(ビハーラ医療団講義集Ⅸ9』編著(2023 合同会社自照社)
- 『老病死を支える-仏教チャプレンの臨床レポート-」(ビハーラ医療団講義集Ⅹ)合同会社自照社、2024年

### 論文
- CiNii>田代俊孝
- INBUDS>田代俊孝